# Bystrzyk Griema
Bystrzyk Griema, bystrzyk cynobrowy (Hyphessobrycon griemi) – gatunek słodkowodnej ryby kąsaczokształtnej z rodziny kąsaczowatych (Characidae). Hodowana w akwariach.

## Występowanie
Ameryka Południowa: Brazylia.

## Opis
Samce osiągają długość około 2,6 cm.
| Zalecane warunki w akwarium | Zalecane warunki w akwarium |
| --------------------------- | --------------------------- |
| Temperatura wody            | 20–26 °C                    |
| Twardość wody               | miękka do twardej, 4–20 °n  |
| Skala pH                    | 6–7,5                       |